# Староюрьевский сельсовет
Староюрьевский сельсове́т — сельское поселение в Староюрьевском районе Тамбовской области.
Административный центр — село Староюрьево.

## Население
| 2010  | 2012  | 2013  | 2014  | 2015  | 2016  | 2017  |
| ----- | ----- | ----- | ----- | ----- | ----- | ----- |
| 6144  | ↘6064 | ↘5977 | ↘5843 | ↘5815 | ↘5641 | ↘5565 |
| 2018  | 2019  | 2020  | 2021  |       |       |       |
| ↘5444 | ↘5381 | ↘5210 | ↗5356 |       |       |       |

## Состав поселения
| № | Населённый пункт    | Тип населённого пункта | Население |
| - | ------------------- | ---------------------- | --------- |
| 1 | Староюрьево         | село                   | ↘5356     |
| 2 | Рыбхоз «Шушпанский» | посёлок                | →0        |